# Caupolicanini
Tribu
Les Caupolicanini forment une tribu d'insectes hyménoptères de la super-famille des Apoidea (abeilles), de la famille des Colletidae et de la sous-famille des Diphaglossinae.

## Liste des genres
- Caupolicana Spinola, 1851
- Crawfordapis (Moure, 1964)
- Ptiloglossa (Smith, 1853)
- Willinkapis Moure, 1953
- Zikanapis Moure, 1945